# Vittorio Santoro

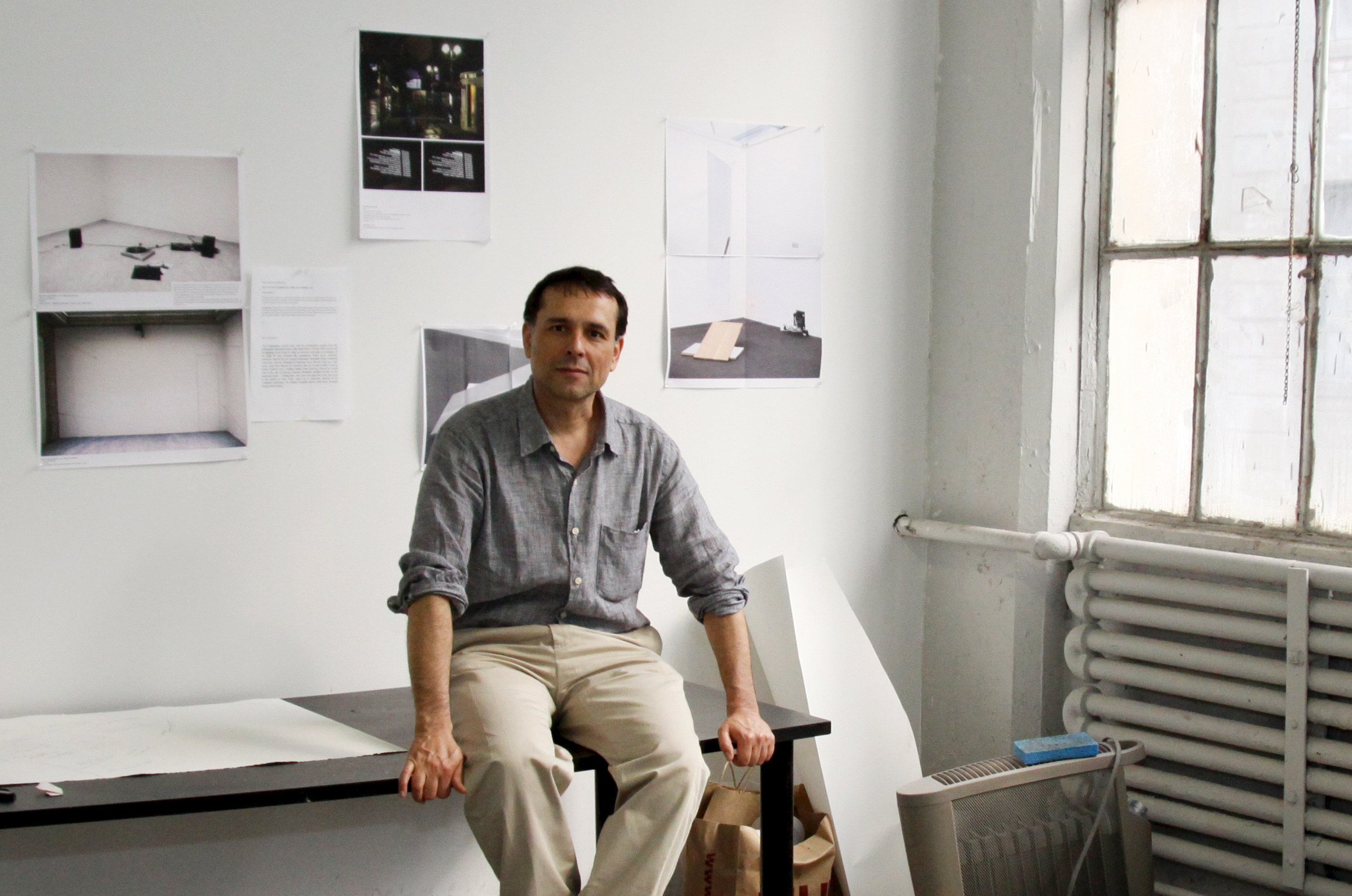
Vittorio Santoro, 2011

Vittorio Santoro (* 3. September 1962 in Zürich) ist ein schweizerisch-italienischer Konzeptkünstler. Als Ausdrucksmittel bedient er sich der Fotografie, der Zeichnung, der Collage, dem Video und der Installation. Er lebt und arbeitet in Paris und Zürich.

## Biographie

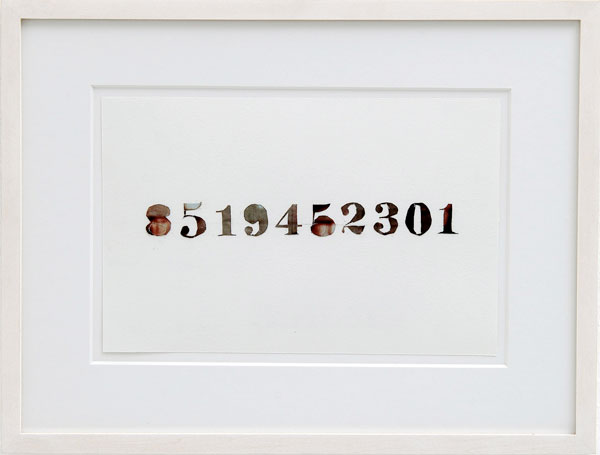
There Is Something You Should Know (Kapitulation), 2005, Collage
Burger Collection, Zürich und Hong Kong

Der Gedichtband „La Voce e le Mani, Progetto per una poesia inumana“ markiert 1985 den Beginn von Santoros künstlerischer Laufbahn. Es ist dies die bis heute andauernde Beschäftigung mit dem Medium Sprache. 1993 erschien das Fotobuch „Portraits, Nudes, Clouds“, worin sich Porträtaufnahmen von Paul Bowles, Philip Glass, Jenny Holzer und Robert Wilson finden, Vertreter ganz unterschiedlicher Kunstrichtungen. 1997 legte er mit „Imagine. You are landing“ ein Künstlerbuch vor, welches die Hinwendung zur Konzeptkunst bedeutet. Das Buch beinhaltet eine Sammlung von Luftfahrkarten von sich, Freunden und Unbekannten. Im Zentrum steht die Auseinandersetzung mit der Erinnerung und der Vergänglichkeit.
Zentral in Santoros Werk bilden Textarbeiten, er nennt sie „Time-based text works“, deren Entstehungsprozess sich über mehrere Tage, Wochen oder Monate hinzieht. Hierbei werden Lese- und Hörfrüchte isoliert und entkontextualisiert, in Grossbuchstaben auf Papier übertragen und mit Bleistift oder Farbkugelschreiber jeden Tag aufs Neue nachgezeichnet.
Ulrike Gross umriss Santoros Arbeitsweise folgendermaßen: Santoro „löst Wörter, Sätze oder kurze Texte aus ihren ursprünglichen Zusammenhängen, isoliert oder fragmentiert sie und schafft neue Verknüpfungen.“ Hierbei werden, wie der Künstler in einem Gespräch gegenüber Élisabeth Lebovici äußerte, keine inneren Widersprüche angestrebt, sondern, indem die Wörter oder Sätze in einen anderen Kontext gestellt werden, sollen sie neue, unerwartete Lesarten ermöglichen.

## Einzelwerke
- Billboard (Concorde, Reversed), 2000, Digital C-Print. Sammlung Annette und Peter Nobel, Zürich
- Untitled (Perceptible Erosion), 2005–2006, Neon-Installation. Aussenfassade des Centre d'arts plastiques contemporains de Bordeaux, Bordeaux
- Untitled (Mask), 2007, Installation. Kunstmuseum Bern
- F. Dostoyevsky: C. and P., page 67 (Penguin Popular Classics), Divided Vertically, 2007/2011, Installation
- Reciprocal Scrutiny (bordereau), 2009, Installation. Burger Collection, Zürich und Hong Kong
- Good-bye Darkness IV – Elephants Don't Play Chess (A Loose Conversation on Some Aspects of BWV 1001-1006 with Kerwin Rolland), 2010, Installation
- Opening Moves (Valuable Qualities of the Mind to be Acquired As to Become Habits), 2011, Skulptur

## Ausstellungen
- Rhinocéros / Bérenger, Kestner Gesellschaft, 2022
- Michał Budny, Vittorio Santoro. Sculpture/Sculpture, Kunstmuseum Luzern, 2020–21[4]
- Le Nouveau Festival, Centre Pompidou, Paris, 2012
- Owls Move Their Entire Head to Change Views, Fondation d'entreprise Ricard, Paris, 2012
- Visionaries & Voyeurs, Irish Museum of Modern Art, Dublin, 2011
- Les vingt-quatre heures, Galerie Campagne Première, Berlin, 2011
- Que tout le monde vive comme si personne „ne savait“: Some script works, Rosascape, Paris, 2011
- L’Insoutenable Légèreté de l’être (The Unbearable Lightness of Being), Yvon Lambert Gallery, New York, 2010/2011
- Werk- und Atelierstipendien der Stadt Zürich 2010, Helmhaus Zürich, 2010
- Press Art. Werke aus der Sammlung Annette und Peter Nobel, Kunstmuseum St. Gallen, 2010
- La chambre de Marlow, Galerie Xippas, Paris, 2009
- Conflicting Tales: Subjectivity, Burger Collection, Berlin, 2009
- Three Ateempts to Avoid The Inevitable, Les Complices, Zürich, 2008
- Shifting Identities, Kunsthaus Zürich, 2008
- The Truth About Your Own Tolerance for Cruelty, Galerie Cortex Athletico, Bordeaux, 2007
- Learn To Read, TATE Modern, London, 2007
- Echos/Responses, FIAC, Paris, 2007
- NB – New York/Berlin, Kunstmuseum Thun, 2006
- It's All In Your Mind/C'est tout dans ma tête, Galerie Yvon Lambert, Project Room, Paris, 2003

## Auszeichnungen
- 2004 – „Die schönsten Schweizer Bücher 2003“, Bundesamt für Kultur, Bern[5]
- 2001 – Swiss Art Award, Bundesamt für Kultur, Bern

## Publikationen
- D(a)edalus, My father's horse, taken from the mill a tourné en round autour d'une statue de..., hrsg. von Daniel Kurjakovic, Mit Beiträgen von Rebecca Geldard, Daniel Kurjakovic, Vittorio Santoro, Dijon: Les presses du réel, 2012.
- Press Art. Sammlung Annette und Peter Nobel, Kunstmuseum St. Gallen, 30. Januar–20. Juni 2010 [u. a.], hrsg. von Christoph Doswald, Mit Beiträgen von Jürg Acklin [et al.], Bern: Stämpfli, 2010, ISBN 978-3-7272-1134-8
- Conflicting Tales: Subjectivity. Quadrilogy, Part 1, Burger Collection, Berlin, 5. September–13. Dezember 2009, hrsg. von Daniel Kurjakovic, Zürich: JRP Ringier, 2009, ISBN 978-3-03764-070-8
- Shifting Identities – (Schweizer) Kunst heute, Kunsthaus Zürich, 6. Juni–31. August 2008 [u. a.], hrsg. von Mirjam Varadinis, Zürich: JRP Ringier, 2008, ISBN 978-3-905829-71-6
- Learn to Read, Tate Modern, London, 2007.[6]
- Vittorio Santoro. Everything’s Not Lost, Kunstmuseum Thun, 5. Februar–19. März 2006, hrsg. von Daniel Kurjakovic, Frankfurt a. M.: Revolver, 2006, ISBN 3-86588-231-5
- Vittorio Santoro. It’s all in your mind / C’est tout dans ma tête. Paris, Galerie Yvon Lambert, Project Room, 2003, hrsg. von Sebastian Lohse, Zürich: Memory/Cage Editions, 2003. (Künstlerbuch/artist book) ISBN 3-907053-29-X
- Vittorio Santoro: Imagine. You are Landing, Zürich: Memory/Cage Editions, 1997. (Künstlerbuch/artist book) ISBN 3-907053-17-6
- Vittorio Santoro: Portraits, Nudes, Clouds, Text und Interview von Paul Bowles, Essays von Paul Groot und Daniel Kurjakovic, Zürich: Memory/Cage Editions, 1993, ISBN 3-9520497-0-0